# 语言发展
语言发展又稱語言獲得，指兒童學會語言（母語）的過程，所以有時又稱兒童語言發展。婴儿起初并不懂任何语言，但到10个月大时，他们就能從眾多聲音中分辨出何種聲音為语音并开始牙牙学语。6歲時基本上就能熟練使用語言。 